# Acanthoscina acanthodes
Acanthoscina acanthodes är en kräftdjursart. Acanthoscina acanthodes ingår i släktet Acanthoscina och familjen Scinidae. Inga underarter finns listade i Catalogue of Life.